# Dilige, et quod vis fac
Pour les articles homonymes, voir Aime et fais ce que tu veux (homonymie).
Dilige, et quod vis fac (en français : Aime et fais ce que tu veux), ou encore Ama et fac quod vis, est un aphorisme latin tiré d’un sermon d'Augustin d'Hippone. Il  suggère, dans une perspective éthique chrétienne, que si l’amour (l'agapé) pour l’autre est authentique, désintéressé et total, la volonté (humaine) fera nécessairement ce qu’il y a de meilleur (ce qui ne veut pas dire « sans erreur »).

## Origine
La phrase latine est tirée du Iohannis Epistulam ad Parthos tractatus decem, traité VII, 8. Augustin d'Hippone y commente un passage de la Première épître de Jean (4:4-12) : 

« Ce court précepte t'est donné une fois pour toutes : Aime et fais ce que tu veux. Si tu te tais, tais-toi par Amour, si tu parles, parle par Amour, si tu corriges, corrige par Amour, si tu pardonnes, pardonne par Amour. Aie au fond du cœur la racine de l'Amour : de cette racine, rien ne peut sortir de mauvais. Voici ce qu’est l’Amour ! « Voici comment s’est manifesté l’Amour de Dieu pour nous : il a envoyé son Fils unique dans le monde, afin que nous vivions par Lui. Voici ce qu’est l’Amour : ce n’est pas nous qui avons aimé Dieu, c’est Lui qui nous a aimés le premier » (1 Jn 4:9-10). Ce n’est pas nous qui L’avons aimé les premiers, mais Il nous a aimés, afin que nous L’aimions. Ainsi soit-il. »

## Explication
Remis dans le contexte de l'augustinisme, son sens est : « Si tu aimes vraiment comme Dieu aime, alors fais ce que tu veux, car tu ne pourras vouloir que le bien. Celui des autres et le tien. »
Pour Marie-Noëlle Thabut, « saint Augustin a résumé la doctrine de Paul en une maxime qui devrait nous accompagner toujours : « Aime et fais ce que tu veux ». Cela veut dire que nous sommes libres de prendre des décisions, libres d'inventer le comportement qui nous paraît le meilleur dans chaque circonstance de notre vie, mais si notre amour est authentique une seule préoccupation nous guidera dans nos choix : le souci des autres : « Ne soyez un obstacle pour personne, ni pour les Juifs, ni pour les païens, ni pour l'Église de Dieu ». »
Paul Agaësse insiste : « On a souvent abusé de ce texte en l'entendant dans un sens laxiste, comme si les parfaits étaient libérés de toute loi. La pensée d'Augustin est toute autre. S'appuyant sur l'Évangile et sur les épîtres de Saint-Paul et de Saint-Jean, il professe que toute la loi se trouve résumée dans le double précepte de la charité, non parce que la charité dispense de pratiquer les autres commandements, mais parce qu'elle en est la plénitude et qu'elle en assure l'accomplissement. La vraie liberté ne consiste pas à suivre ses caprices et ses instincts, mais à en être affranchi par la grâce de la tyrannie des passions et à ne dépendre que de Dieu, comme l'exprime Augustin dans cette autre formule concise : "Eris liber , si fueris servus : liber peccatus, servus justitiae." (tu seras libéré quand tu auras été esclave : libéré du péché, esclave de la justice) in Joan. Evang., XLI, 8 (PL, 35, 1696) D'ailleurs, […] la formule comprise dans son contexte, loin d'encourager une indulgence excessive, justifie les rigueurs et les exigences du véritable amour. »

## Aujourd'hui
- L’aphorisme été adopté comme maxime par plusieurs institutions d’éducation chrétienne.
- Séparé de son sens augustinien, l’aphorisme est devenu le titre d’un hebdomadaire féminin créé en 2017 : Aime et fais ce que tu veux[5].